# Han su
A Han su (Han shu) (szó szerint: „Han könyve”) a Huszonnégy történeti mű elnevezés alatt összegyűjtött hivatalos kínai dinasztikus történeti művek sorában a második. Kínának a Nyugati Han-dinasztia ideje alatti, i. e. 206-tól i. sz. 25-ig terjedő történelmét tárgyalja. Olykor Csien Han su (Qian Han shu) 前漢書 / 前汉书, vagyis „A Korai Han könyve” néven is hivatkoznak rá, hogy megkülönböztessék a Kései Han-dinasztia hivatalos történeti művétől, a Hou Han su (Hou Han shu)tól.

## Szerzői
A Sze-ma Csien (Sima Qian) által megkezdett történetírói gyakorlatot Pan Piao (Ban Biao) 班彪 (i. sz. 3–54) folytatta azzal, hogy nekikezdett az előző dinasztia, a Nyugati Han-dinasztia i. e. 206-tól i. sz. 25-ig terjedő időszakának hivatalos történeti műben megvalósított feldolgozásához. Az i. sz. 54-ben bekövetkezett halálakor, munkáját fia, Pan Ku (Ban Gu) 班固 (32–92) folytatta. A történész Pan Ku (Ban Gu)nak húga, Pan Csao (Ban Zhao) 班昭 (45–116) segédkezett a monumentális mű összeállításában. Amikor Pan Ku (Ban Gu) összetűzésbe került a Han-kormányzattal, és bebörtönözték, ahol meg is halt, húga, hogy eleget tegyen édesapjuk utolsó kívánságának, tizenkilenc évnyi aprólékos munkájával maga fejezte be a Han shu (Han su)t. Biztosan meg lehet állapítani, hogy Pan Csao (Ban Zhao) munkája a 13–20. fejezet nyolc táblázata és a 26. fejezet csillagászati feljegyzései, melyek mintául szolgáltak a későbbi korok történeti műveihez is.
Han shu (Han su) Pan (Ban) család több mint harmincévnyi áldozatos munkájának köszönhetően 111-ben készült el. A császár elismerése jeléül meghívta Pan Csao (Ban Zhao)t, hogy tanítsa a császárnét és a császári ágyasokat. Pan Csao (Ban Zhao) elfogadta a felkérést, és udvari tanítómesterré vált.

## Tartalma
A Han su (Han shu) összesen 100 fejezetből (csüan (juan) 卷), amely 4 nagyobb egységre oszlik:
- Évkönyvek (csi (ji) 紀), 1–12. (összesen: 12 fejezet)
- Táblázatok (piao (biao) 表), 13–20. (összesen: 8 fejezet)
- Monográfiák (cse (zhi) 志), 21–30. (összesen: 10 fejezet)
- Életrajzok (csuan (zhuan) 傳), 31–100. (összesen: 70 fejezet)

## Lásd még
- A történetíró feljegyzései
- Hou Han su
- Han-dinasztia
- Kínai ókor